# لیبنیتش
لیبنیتش (به چکی: Libníč) یک منطقهٔ مسکونی در جمهوری چک است که در شهرستان چسکه بودیوویتسه واقع شده‌است. لیبنیتش ۶٫۸۵ کیلومتر مربع مساحت و ۳۹۹ نفر جمعیت دارد و ۴۶۸ متر بالاتر از سطح دریا واقع شده‌است.